# Mark Rule
Mark Rule (* 8. Juni 1981) ist ein neuseeländischer Fußballschiedsrichterassistent. Er steht als dieser seit 2008 auf der Liste der FIFA-Schiedsrichter.

## Karriere
In der australischen A-League ist er seit der Saison 2008/09 unterwegs. Als Assistent begleitete er´international Spiele unter anderem bei mehreren U-Turnieren, als auch beim Konföderationen-Pokal 2009, Olympia 2020 und der Weltmeisterschaft 2014. Er wurde zur Weltmeisterschaft 2022 ins Aufgebot der Assistenten berufen.